# Leroy Watson
Leroy Denver Watson (Broseley, 6 de julio de 1966) es un deportista británico que compitió en tiro con arco, en la modalidad de arco recurvo. Participó en los Juegos Olímpicos de Seúl 1988, obteniendo una medalla de bronce en la prueba por equipo (junto con Steven Hallard y Richard Priestman).

## Palmarés internacional
| Juegos Olímpicos | Juegos Olímpicos     | Juegos Olímpicos  | Juegos Olímpicos |
| Año              | Lugar                | Medalla           | Prueba           |
| ---------------- | -------------------- | ----------------- | ---------------- |
| 1988             | Seúl (Corea del Sur) | Medalla de bronce | Equipo           |